# 아시아 올림픽 평의회
아시아 올림픽 평의회(영어: Olympic Council of Asia, OCA, 문화어: 아시아 올림픽 리사회)는 아시아 대륙의 스포츠를 총괄하는 국제 올림픽 기구로 아시아 대륙의 45개국 국가 올림픽 위원회가 가입되어 있다. 현재 쿠웨이트의 국제 올림픽 위원회 위원인 셰이크 아흐마드 알 파하드 알 사바가 회장을 맡고 있으며 쿠웨이트의 쿠웨이트시티에 본부를 두고 있다.
이 기구가 아시안 게임을 주관한다. 1982년 11월 16일 아시아 경기 연맹(Asian Games Federation: AGF)은 인도 뉴델리에서 개최된 제1차 총회를 통해 아시아 올림픽 평의회로 전환되었다.

## 회원국

OCA 회원국

다음의 표를 통해 각국의 국가 올림픽 위원회가 국제 올림픽 위원회의 승인을 받은 연도를 알아볼 수 있다. 아시아 올림픽 평의회 회원국 가운데 마카오는 국제 올림픽 위원회 회원국이 아니기 때문에 올림픽에 참가할 수 없다.
| 국가                   | 국가 코드 | 국가 올림픽 위원회                    | 가입/발족 연도 |
| ---------------------- | --------- | ------------------------------------- | -------------- |
| 아프가니스탄           | AFG       | 아프가니스탄 국가 올림픽 위원회       | 1935/1936      |
| 바레인                 | BRN       | 바레인 올림픽 위원회                  | 1978/1979      |
| 방글라데시             | BAN       | 방글라데시 올림픽 협회                | 1979/1980      |
| 부탄                   | BHU       | 부탄 올림픽 위원회                    | 1983           |
| 브루나이               | BRU       | 브루나이 국가 올림픽 평의회           | 1984           |
| 캄보디아               | CAM       | 캄보디아 국가 올림픽 위원회           | 1983/1994      |
| 중화인민공화국         | CHN       | 중국 올림픽 위원회                    | 1910/1979      |
| 홍콩                   | HKG       | 중국 홍콩 체육 협회 올림픽 위원회     | 1950/1951      |
| 인도                   | IND       | 인도 올림픽 협회                      | 1927           |
| 인도네시아             | INA       | 인도네시아 올림픽 위원회              | 1946/1952      |
| 이란                   | IRI       | 이란 이슬람 공화국 국가 올림픽 위원회 | 1947           |
| 이라크                 | IRQ       | 이라크 국가 올림픽 위원회             | 1948           |
| 일본                   | JPN       | 일본 올림픽 위원회                    | 1911/1912      |
| 요르단                 | JOR       | 요르단 올림픽 위원회                  | 1957/1963      |
| 카자흐스탄             | KAZ       | 카자흐스탄 국가 올림픽 위원회         | 1990/1993      |
| 조선민주주의인민공화국 | PRK       | 조선민주주의인민공화국 올림픽 위원회  | 1953/1957      |
| 대한민국               | KOR       | 대한체육회                            | 1946/1947      |
| 쿠웨이트               | KUW       | 쿠웨이트 올림픽 위원회                | 1957/1966      |
| 키르기스스탄           | KGZ       | 키르기스스탄 국가 올림픽 위원회       | 1991/1993      |
| 라오스                 | LAO       | 라오스 국가 올림픽 위원회             | 1975/1979      |
| 레바논                 | LIB       | 레바논 올림픽 위원회                  | 1947/1948      |
| 마카오                 | MAC       | 중국 마카오 체육 올림픽 위원회        | 1989/2009      |
| 말레이시아             | MAS       | 말레이시아 올림픽 평의회              | 1953/1954      |
| 몰디브                 | MDV       | 몰디브 올림픽 위원회                  | 1985           |
| 몽골                   | MGL       | 몽골 국가 올림픽 위원회               | 1956/1962      |
| 미얀마                 | MYA       | 미얀마 올림픽 위원회                  | 1947           |
| 네팔                   | NEP       | 네팔 올림픽 위원회                    | 1962/1963      |
| 오만                   | OMA       | 오만 올림픽 위원회                    | 1982           |
| 파키스탄               | PAK       | 파키스탄 올림픽 협회                  | 1948           |
| 팔레스타인             | PLE       | 팔레스타인 올림픽 위원회              | 1995           |
| 필리핀                 | PHI       | 필리핀 올림픽 위원회                  | 1911/1929      |
| 카타르                 | QAT       | 카타르 올림픽 위원회                  | 1979/1980      |
| 사우디아라비아         | KSA       | 사우디아라비아 올림픽 위원회          | 1964/1965      |
| 싱가포르               | SGP       | 싱가포르 국가 올림픽 평의회           | 1947/1948      |
| 스리랑카               | SRI       | 스리랑카 국가 올림픽 위원회           | 1937           |
| 시리아                 | SYR       | 시리아 올림픽 위원회                  | 1948           |
| 중화 타이베이          | TPE       | 중화 타이베이 올림픽 위원회           | 1960/1990      |
| 타지키스탄             | TJK       | 타지키스탄 국가 올림픽 위원회         | 1992/1993      |
| 태국                   | THA       | 태국 올림픽 위원회                    | 1948/1950      |
| 동티모르               | TLS       | 동티모르 국가 올림픽 위원회           | 2003           |
| 투르크메니스탄         | TKM       | 투르크메니스탄 국가 올림픽 위원회     | 1990/1993      |
| 아랍에미리트           | UAE       | 아랍에미리트 국가 올림픽 위원회       | 1979/1980      |
| 우즈베키스탄           | UZB       | 우즈베키스탄 국가 올림픽 위원회       | 1992/1993      |
| 베트남                 | VIE       | 베트남 올림픽 위원회                  | 1976/1979      |
| 예멘                   | YEM       | 예멘 올림픽 위원회                    | 1971/1981      |

### 이전 회원국
| 국가     | 국가 코드 | 국가 올림픽 위원회     | 가입/발족 연도 |
| -------- | --------- | ---------------------- | -------------- |
| 이스라엘 | ISR       | 이스라엘 올림픽 위원회 | 1933/1952      |

이스라엘은 1981년에 아시아 올림픽 평의회에서 제명되었으며 현재는 유럽 올림픽 위원회 회원국으로 남아 있다.

## 같이 보기
- 아시안 게임
- 동계 아시안 게임
- 실내 무도 아시안 게임
- 해변 아시안 게임
- 청소년 아시안 게임
- 장애인 아시안 게임
- 아시아 패럴림픽 위원회